# Queen’s Theatre (Sanniquellie)
Koordinaten: 7° 21′ 40″ N, 8° 42′ 50″ W
Das Queen’s Theatre ist ein ehemaliges Theater in der liberianischen Provinzhauptstadt Sanniquellie im Nimba County im Norden der Republik.

## Geschichte
In der liberianischen Kultur spielten das klassische Theater und die Oper bisher nur eine geringe Rolle, die dafür erforderlichen Bauwerke wurden lediglich in der Hauptstadt Monrovia und in Sanniquellie als staatliche Repräsentationsbauten benötigt.
Das Queen’s Theatre wurde in den späten 1950er Jahren im Stadtzentrum von Sanniquellie errichtet und diente auch bei dem Treffen der drei Staatspräsidenten Kwame Nkrumah (Ghana), Ahmed Sékou Touré (Guinea) und William S. Tubman (Liberia) im Juli 1959 als Veranstaltungsort.
Die amerikanische Firma LAMCO (Liberian American-Swedish Minerals Company) errichtete in den 1960er Jahren im nahen Nimba-Gebirge die Bergbaustadt Yekepa zum Betrieb der dortigen Bergwerke, sie wurde am 15. November 1963 in Betrieb genommen. In dieser Zeit besuchten die überwiegend schwedischen und amerikanischen Mitarbeiter Sanniquellie, das zudem leicht mit der Bergwerksbahn zu erreichen war, als Freizeitzentrum. Das Theater und einige Bars in der Stadt profitierten von dem Bergbaugeschehen.
Während des liberianischen Bürgerkrieges wurde der Bergbau eingestellt und das Theater geschlossen, es diente zeitweilig als Flüchtlingsunterkunft und Depot. Das in einem verhältnismäßig guten baulichen Zustand befindliche dreistöckige Gebäude wird gegenwärtig als Rundfunkstation (RADIO NIMBA FM) und als Arztpraxis genutzt.

## Weblink
- Foto des Queen’s Theatre Sanniquellie (Memento vom 19. November 2016 im Internet Archive; ursprünglich auf Panoramio)

## Einzelnachweis
1. ↑  History of LAMCO. LAMCO-Veterans, 2010, abgerufen am 5. Februar 2011 (englisch).